# Tuxenentulus
Tuxenentulus es un género de Protura en la familia Acerentomidae.

## Especies
- Tuxenentulus boedvarssoni Nosek, 1981
- Tuxenentulus jilinensis Yin, 1984
- Tuxenentulus ohbai Imadaté, 1974
- Tuxenentulus rockyensis Imadaté, 1981
- Tuxenentulus wuluensis Chao & Chen, 1999